# Senj
Senj (udtale: |sêːɲ|; italiensk: Segna; latin: Senia; ungarsk og tysk: Zengg) er en by på den nordlige del af Adriaterhavets kyst i Kroatien. Den ligger i  Lika-Senj distrikt  ved foden af Mala Kapela- og Velebit-bjergene.
Byens symbol er Nehaj fæstningen (kroatisk: Tvrđava Nehaj), som blev færdigbygget i 1558. I en periode var dette sæde for Uskoks (italiensk: Uscocchi), som var kristne flygtninge fra det osmanniske Bosnien, der slog sig ned her for at beskytte Habsburgs grænseland. Republikken Venedig beskyldte uskokkerne for pirateri og erklærede dem uskokrig, hvilket førte til deres fordrivelse efter en våbenhvile i 1617.

## Historie
Senj har  været beboet siden forhistorisk tid. Senj er en gammel bygd grundlagt for mere end 3000 år siden på Kuk-bakken, som ligger øst for nutidens Senj.  A settlement called Attienites in today's Senj was mentioned in Greek documents dated to 4th century BC.   En bosættelse kaldet Attienites i nutidens Senj blev nævnt i græske dokumenter dateret til det 4. århundrede f.Kr.  Den illyriske stamme Iapydes beboede området, da det lå i Illyrien.
Senia var en blomstrende by i den romerske provins Dalmatien, brugt af romerne som en højborg mod illyrerne i det 2. århundrede f.Kr. Efter Romerrigets fald slog avarerne og kroaterne sig til sidst ned her i det 7. århundrede e.Kr.
Det katolske bispedømme Senj blev oprettet i 1169. Kongen af Ungarn Béla 3. gav byen til tempelridderne i 1184, og i 1271 blev den ejendom af de frankopanske grever af Krk.
I 1248 fik biskoppen af Senj  af Pave Innocens 4. lov til at bruge det glagolitiske alfabet og folkesproget i liturgien. En glagolitisk trykpresse blev oprettet i 1494 og producerede inkunabelen Glagolitisk Messebog og Spovid općena.
Senjs militærkapitanat blev etableret i 1469 for at forsvare sig mod de invaderende osmanniske og venetianske hære. Byen beskyttede tusinder af flygtninge fra nærliggende besatte områder. Nehaj fæstningen stod færdig i 1558 på bakken Nehaj, som på det tidspunkt lå uden for byen. I dag er det helt inden for byens grænser. Osmannerkrigene i Europa (en) varede langt ind i det 17. århundrede. I løbet af denne tid boede Uskokerne (en) i Senj og besatte fæstningen. De tjente et vigtigt formål under krigene, da de havde små enheder af mænd, der roede hurtige både, som viste sig at være meget effektive guerillastyrker . Efter Uskok-krigen med Venedig, som sluttede i 1617, blev de dog forbudt at bosætte sig i området. 
Indtil 1918 var byen en del af det østrigske monarki (Kongeriget Kroatien-Slavonien, Lika-Krbava distrikt efter kompromiset i 1867), i den kroatiske militærgrænse (Regiment III).
I efteråret 1943, under 2. verdenskrig, da Fascistisk Italien kapitulerede, tog de jugoslaviske partisaner kontrol over Senj og brugte den som forsyningshavn. Efterfølgende begyndte Luftwaffe at bombardere byen. I slutningen af året havde de øødelagt over halvdelen af bygningerne i byen og påført store civile tab.

## Gallery
- Senj havnefront
- Senj havn indkapslet i sne.
- Statuen De tre sømænd
- Soluret  i byen
- Udsigt over  Adriaterhavet
- Nehaj fæstning er det mest berømte bygningsværk i Senj
- Senj set fra havet